# 欧州防衛機関
欧州防衛機関（おうしゅうぼうえいきかん、英語：European Defence Agency、略称：EDA）は、欧州連合の専門機関のひとつ。ベルギーのブリュッセルに所在している。2004年7月12日に共通外交・安全保障政策の機関として設立され、活動について欧州連合理事会に報告している。欧州防衛機関は、防衛についての適用除外規定があるデンマークを除くすべての欧州連合加盟国を対象として活動している。

## 使命
欧州連合理事会は、現時点において有効であり将来においても発展するように、危機管理におけるヨーロッパの防衛能力の向上と欧州安全保障防衛政策の維持に向けた加盟国と理事会の努力を支えるために欧州防衛機関を設立した。その目的において、使命は大きく分けて以下の4つの機能が挙げられる。
- 防衛能力の向上
- 防衛分野の研究・技術の促進
- 軍備協力の促進
- 競争力のあるヨーロッパ防衛装備市場の創設と、防衛に関するヨーロッパの技術・産業基盤の強化。

## 機構
欧州防衛機関は法人格を有し、おもに3つの機関によって運営されている。
- 機関首脳 - 組織全体とその運営に対して責任を持ち、方針や決定の実行を確保し、運営委員会での閣僚会合の議長を務める。欧州防衛機関の設立にあたってこの職位には共通外交・安全保障政策上級代表であるハビエル・ソラナが任命された。
- 運営委員会 - 欧州防衛機関の意思決定を行い、参加国の防衛担当閣僚と欧州委員会の担当委員で構成される。運営委員会は機関首脳が議事を進行する[2]。
- 長官 - 機関職員の最上級職で各部局の監督と調整について責任を有する。2020年4月1日からイジー・セディヴが務めている[3]。

2007年の時点で、欧州防衛機関にはおよそ100名の職員が従事している。

## 沿革
欧州防衛機関は西欧同盟が欧州連合の枠組みにその機能を移管し廃止されていくなかで、西欧装備機構および西欧装備グループの任務を継承する機関である。

### 機関首脳
- キャサリン・アシュトン（2009年12月1日 - ）

### 長官
- ニック・ウィトニー（2004年7月12日 - 2007年9月30日）
- アレクサンダー・ヴァイス（2007年10月1日 - ）